# Sahra Wagenknecht
Sahra Wagenknecht (tên khai sinh là Sarah Wagenknecht; phát âm tiếng Đức: [ˌzaːʁa ˈvaːɡŋ̍ˌknɛçt]; sinh ngày 16 tháng 7 năm 1969) là một chính khách, triết gia, nhà kinh tế học và tác giả người Đức. Kể từ năm 2009, bà là gương mặt đại diện cho Tả Phái tại Quốc hội Liên bang Đức (Bundestag). Từ năm 2015 tới năm 2019, Wagenknecht là đồng chủ tịch nghị viện cho đảng của bà.
Wagenknecht trở thành đảng viên nổi bật của Đảng Xã hội chủ nghĩa Dân chủ (PDS) kể từ đầu những năm 1990. Sau khi Tả Phái được thành lập, bà trở thành thủ lĩnh của một trong những nhánh tả khuynh nhất của đảng này có tên là Cương lĩnh Cộng sản. Suốt sự nghiệp làm chính trị, Wagenknecht là một nhân vật gây tranh cãi vì nhiều lý do có thể kể đến như: lập trường dân túy và kiên định, phát ngôn trái chiều về Đông Đức và vấn nạn di cư, cũng như phong trào Aufstehen do bà vận động.

## Thiếu thời
Wagenknecht chào đời ngày 16 tháng 7 năm 1969 ở thành phố Jena, Đông Đức. Cha bà là người Iran, mất tích từ khi bà con bé. Mẹ bà là người Đức, làm công nhân cho một nhà phân phối mỹ thuật của nhà nước. Thuở nhỏ, Wagenknecht được nuôi nấng bởi ông bà ngoại cho tới năm 1976, khi mẹ bà và bà chuyển tới sống ở Đông Berlin. Trong thời gian ở đó, bà gia nhập Đoàn Thanh niên Đức Tự do (FDJ). Năm 1988, bà thi đỗ bài kiểm tra Abitur và đầu năm 1989 được kết nạp vào Đảng Xã hội chủ nghĩa Thống nhất Đức (SED).
Từ năm 1990, Wagenknecht theo học ngành triết và văn học Đức cách tân ở bậc đại học tại Jena và Berlin, hoàn thành chương trình nhưng không viết luận văn vì lý do "không tìm được sự hỗ trợ cho mục tiêu của mình ở Đại học Humboldt Đông Đức". Bà sau đó theo học khoa triết của Đại học Groningen, hoàn thành chương trình và nhận bằng Thạc sĩ vào năm 1996 dưới sự hướng dẫn của Hans Heinz Holz, với luận văn nói về vấn đề diễn giải Hegel của Karl Marx thời trẻ, được xuất bản thành sách vào năm 1997. Từ năm 2005 đến năm 2012, bà hoàn thành luận văn Tiến sĩ của khoa kinh tế vi mô tại TU Chemnitz với chủ đề "Sự hạn chế của lựa chọn: Lưu giữ quyết định và nhu cầu thiết yếu ở các quốc gia phát triển" và được trao tặng bằng magna cum laude của Đức. Luận văn này sau đó được xuất bản bởi Campus Verlag.

## Sự nghiệp chính trị
Sau sự sụp đổ của Bức tường Berlin và sự chuyển đổi của SED thành Đảng Xã hội chủ nghĩa Dân chủ (PDS), Wagenknecht được bầu lên Ủy ban Quốc gia của chính đảng này vào năm 1991. Bà gia nhập cánh Cương lĩnh Cộng sản theo chủ nghĩa Marx-Lenin của PDS.
Trong cuộc bầu cử liên bang Đức 1998, Wagenknecht tranh cử với tư cách ứng viên PDS tại khu vực Dortmund nhưng chỉ nhận được 3,25% số phiếu. Theo sau cuộc bầu cử châu Âu 2004, bà được tiến cử làm đại diện cho PDS ở Nghị viện châu Âu. Bà công tác trong Ủy ban về các vấn đề kinh tế và tiền tệ và đại biểu, cũng như trong Hội đồng Nghị viện Châu Mỹ Latinh.
Theo sau sự hợp nhất giữa PDS và WASG thành Tả Phái (Die Linke), Wagenknecht đã cân nhắc việc tranh cử cho ghế phó chủ tịch đảng mới. Tuy nhiên, ý kiến này bị các lãnh đạo Đảng như Lothar Bisky và Gregor Gysi phản đối, sở dĩ vì Wagenknecht có cảm tình với Đông Đức cũ. Theo sau xung đột này, bà quyết định không ra tranh cử. Năm 2009, Wagenknecht giành được một ghế tại Nordrhein-Westfalen trong cuộc bầu cử liên bang.